# Elvira Menéndez
Elvira Menéndez (zm. 2 grudnia 1022) – królowa Leónu, żona Alfonsa V. Była córką Menendo Gonzáleza, hrabiego Astorgi, i jego żony Tutadomny.
Niewiele wiadomo na temat jej młodości. Około 1013 roku poślubiła króla Leónu, Alfonsa, którego jej rodzice byli opiekunami. Miała z nim dwójkę dzieci: 
- Sancha (ur. 1014) – żona Ferdynanda I, króla Kastylii i Leónu
- Bermudo (ur. 1017) – król Leónu od 1028 roku

Elvira zmarła 2 grudnia 1022 roku. Pochowana została w klasztorze San Pelayo, w kaplicy, którą wybudował jej mąż.